# Broksele
Broksele (officieel: Broxeele) is een gemeente in het Franse Noorderdepartement. Het ligt dicht bij de bronnen van de IJzer.

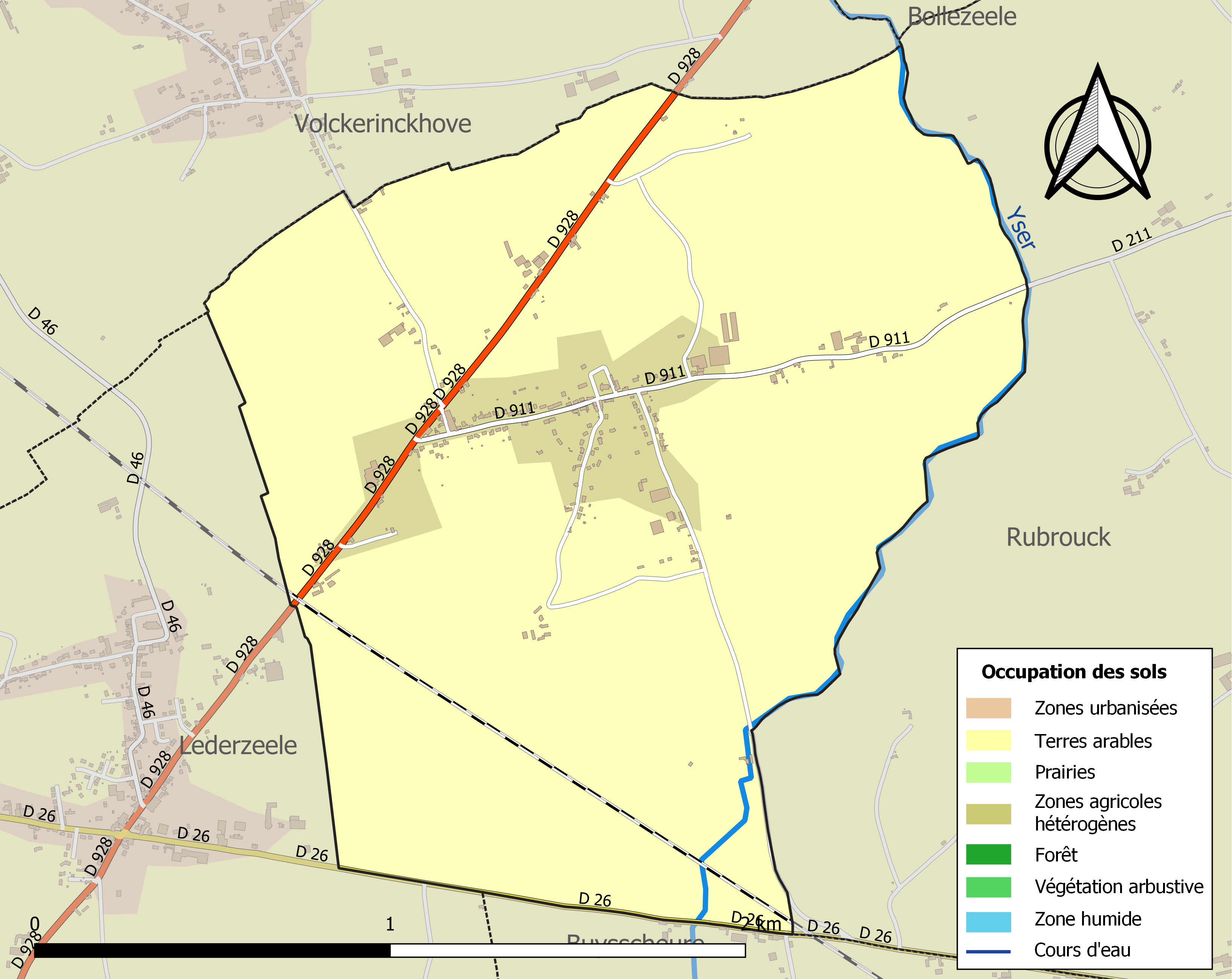
Kaart van de gemeente met de belangrijkste infrastructuur, bodemgebruik en omliggende gemeenten

## Geschiedenis
De naam komt van het Nederlandse Broec sele, hetgeen "huis (met één kamer) in het moeras" betekent (in 1072: Brocsela). De naam Brussel heeft precies dezelfde oorsprong.
Op 17 augustus 1566 werd de kerk door beeldenstormers verwoest.
Broksele werd, ondanks zijn geringe betekenis, toch enkele malen door krijgsgeweld aangetast, namelijk door de Fransen in 1638 en het daarop volgende jaar door de Spaanse troepen.
Broksele en Brussel zijn ondertussen ook verzusterd en de stad Brussel heeft haar kleine zustergemeente in 1979 een replica gegeven van Manneken Pis van Brussel, die een jaar later geïnstalleerd werd.

## Bezienswaardigheden
- De Sint-Kwintenskerk (Église Saint-Quentin)
- Op het Kerkhof van Broksele bevindt zich een Brits oorlogsgraf uit de Eerste Wereldoorlog.
- Manneken Pis van Broksele
- Molen van Broksele

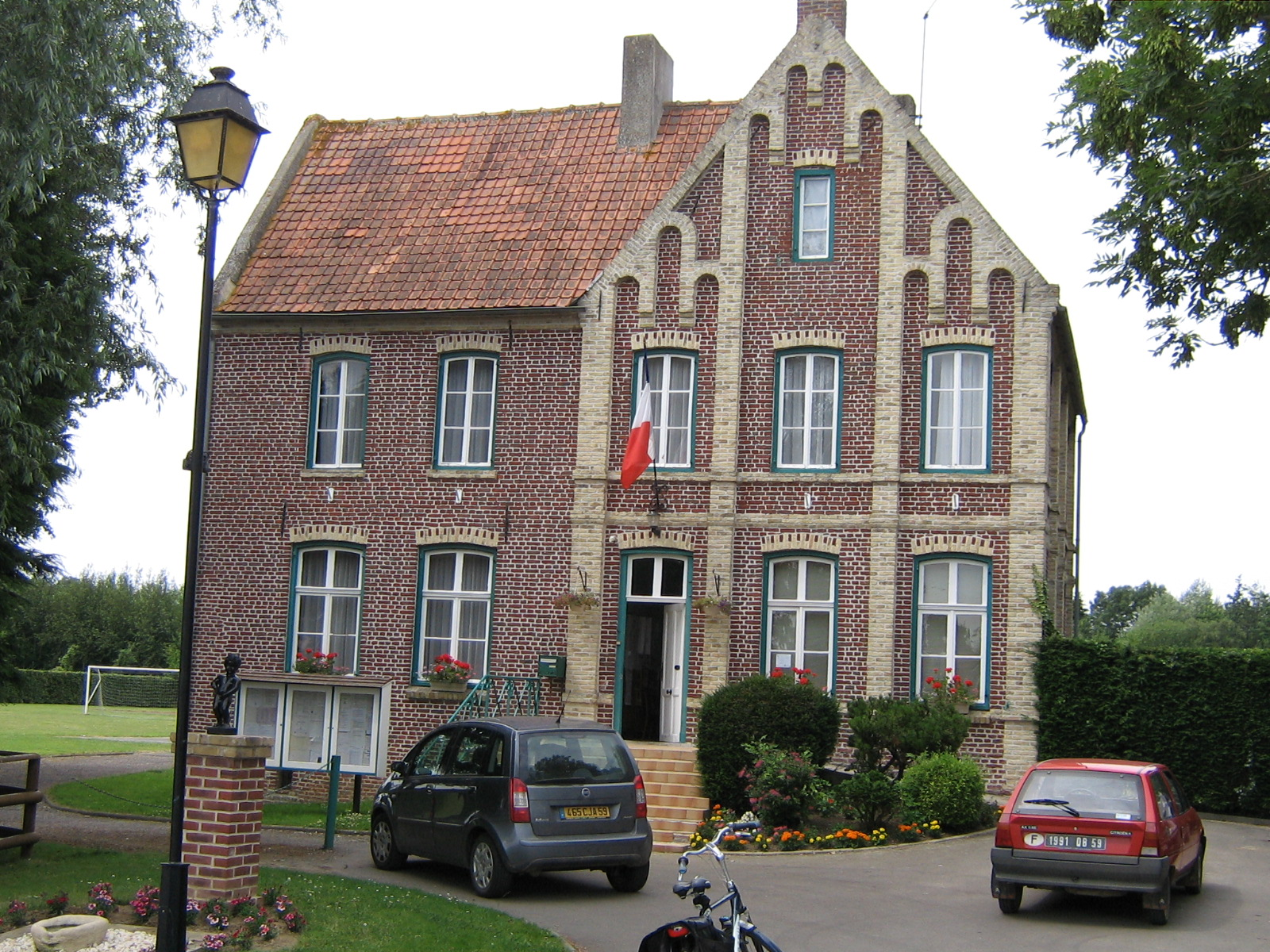
Gemeentehuis van Broksele
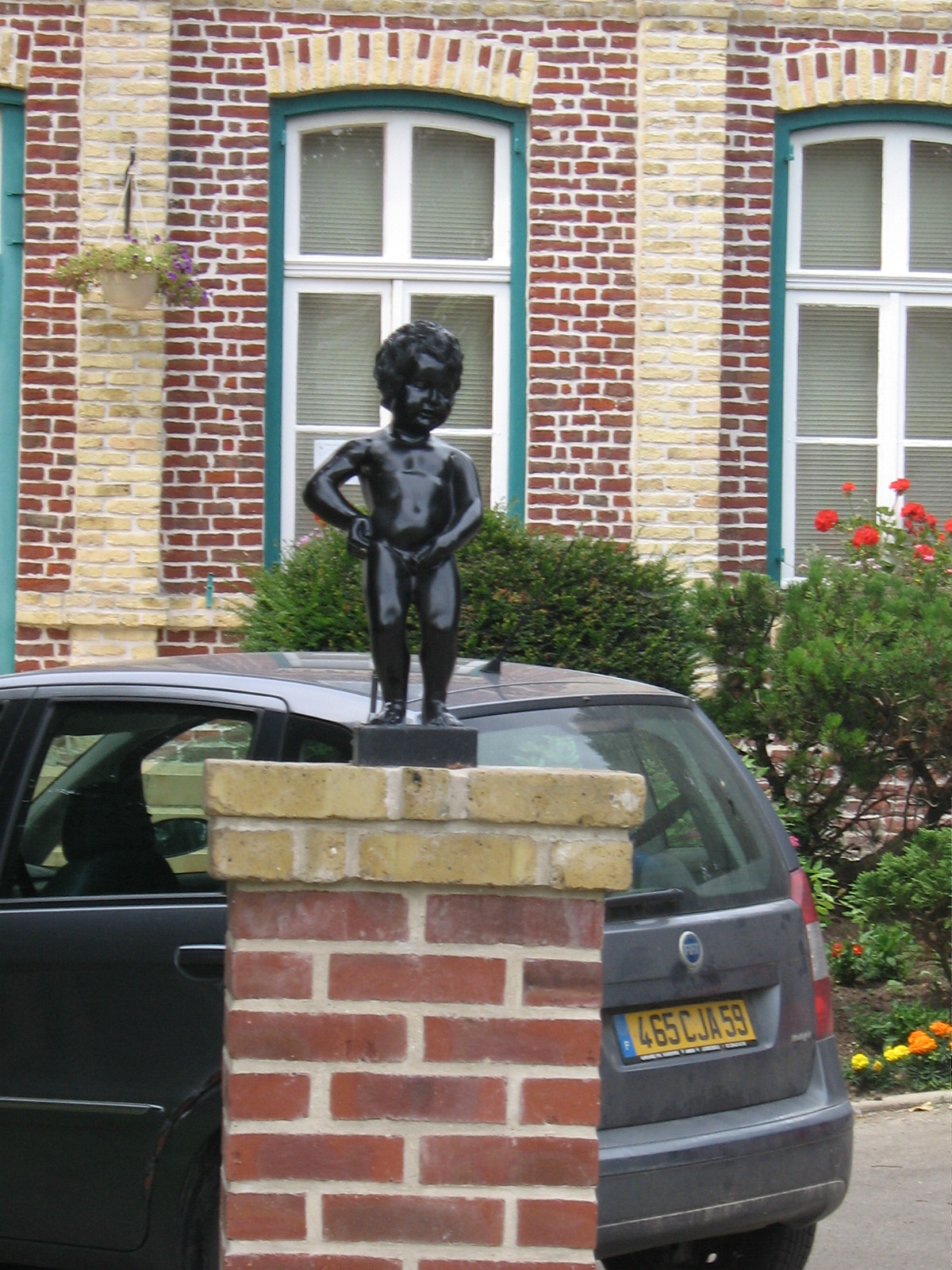
Manneke Pis van Broksele

## Natuur en landschap
Broksele ligt in het Houtland, aan de bovenloop van de IJzer, die hier samenvloeit met de Koninginnebeek (Reine Becque). De hoogte bedraagt 23-30 meter, waarbij de kern op 26 meter hoogte ligt.
Nabij Broksele liggen de IJzerweiden, die soms overstromen. Ook de Paddepoel vindt men daar.

## Demografie
Onderstaande figuur toont het verloop van het inwonertal (bron: INSEE-tellingen).

## Nabijgelegen kernen
Rubroek, Volkerinkhove, Lederzele, Buisscheure
Arneke · Bambeke · Bavinkhove · Bissezele · Bollezele · Broksele · Buisscheure · Ekelsbeke · Eringem · Hardefoort · Herzele · Holke · Hondschote · Hooimille · Houtkerke · Killem · Krochte · Kwaadieper · Lederzele · Ledringem · Merkegem · Millam · Nieuwerleet · Noordpene · Ochtezele · Oostkappel · Oudezele · Rekspoede · Rubroek · Sint-Momelijn · Soks · Steenvoorde · Terdegem · Volkerinkhove · Warrem · Waten · Wemaarskappel · Westkappel · Wilder · Winnezele · Wormhout · Wulverdinge · Zegerskappel · Zermezele · Zuidpene
Armboutskappel · Arneke · Bambeke · Bavinkhove · Belle · Berten · Bieren · Bissezele · Blaringem · Boeschepe · Boezegem · Bollezele · Borre · Bray-Dunes · Broekburg · Broekkerke · Broksele · Buisscheure · Drinkam · Duinkerke · Ebblingem · Eke · Ekelsbeke · Eringem · Gijvelde · Godewaarsvelde · La Gorgue · Grand-Fort-Philippe · Grevelingen · Groot-Sinten · Hardefoort · Haverskerke · Hazebroek · Herzele · Holke · Hondegem · Hondschote · Hooimille · Houtkerke · Kaaster · Kapelle · Kapellebroek · Kassel · Killem · Kraaiwijk · Krochte · Kwaadieper · Lederzele · Ledringem · Leffrinkhoeke · Linde · Loberge · Loon · Meregem · Merkegem · Merris · Meteren · Millam · Moerbeke · Niepkerke · Nieuw-Berkijn · Nieuw-Koudekerke · Nieuwerleet · Noordpene · Ochtezele · Okselare · Oostkappel · Oud-Berkijn · Oudezele · Pitgam · Pradeels · Rekspoede · Rubroek · Ruisscheure · Sint-Janskappel · Sint-Joris · Sint-Mariakappel · Sint-Momelijn · Sint-Pietersbroek · Sint-Silvesterkappel · Sint-Winoksbergen · Soks · Spijker · Stapel · Steenbeke · Steenvoorde · Steenwerk · Stegers · Stene · Strazele · Terdegem · Téteghem-Coudekerque-Village · Tienen · Uksem · Vleteren · Volkerinkhove · Waalskappel · Warrem · Waten · Wemaarskappel · Westkappel · Wilder · Winnezele · Wormhout · Wulverdinge · Zegerskappel · Zerkel · Zermezele · Zoeterstee · Zuidkote · Zuidpene